# Barcelona Open 2025 - Doppio
Il doppio del torneo di tennis professionistico Barcelona Open 2025, facente parte della categoria ATP Tour 500 nell'ambito dell'ATP Tour 2025, si è giocato al Real Club de Tenis Barcelona di Barcellona, in Spagna, dal 14 al 20 aprile 2025.
Tra i partecipanti erano presenti Máximo González e Andrés Molteni, i detentori degli ultimi due titoli, ma sono stati sconfitti al primo turno da Sander Arends e Luke Johnson.
Arends e Johnson hanno poi sconfitto in finale Joe Salisbury e Neal Skupski con il punteggio di 6-3, 6(1)-7, [10-6].

## Teste di serie
1. Harri Heliövaara /  Henry Patten (ritirati)
2. Nikola Mektić /  Michael Venus (quarti di finale)

1. Julian Cash /  Lloyd Glasspool (primo turno)
2. Máximo González /  Andrés Molteni (primo turno)
3. Sebastian Korda /  Jordan Thompson (primo turno)

## Wildcard
1. Pedro Martínez /  Jaume Munar (semifinale)

## Qualificati
1. Íñigo Cervantes /  Oriol Roca Batalla (quarti di finale)

## Tabellone

### Legenda
| - Q = Qualificato - WC = Wild card - LL = Lucky loser | - ALT = Alternate - SE = Special Exempt - PR = Protected Ranking | - w/o = Walkover - r = Ritirato - d = Squalificato |

|  | Primo turno | Primo turno                    | Primo turno                    | Primo turno | Primo turno |  |  | Quarti di finale | Quarti di finale           | Quarti di finale           | Quarti di finale      | Quarti di finale   |   |      | Semifinali | Semifinali         | Semifinali         | Semifinali            | Semifinali |   |     | Finale | Finale | Finale | Finale | Finale |  |
|  |             |                                |                                |             |             |  |  |                  |                            |                            |                       |                    |   |      |            |                    |                    |                       |            |   |     |        |        |        |        |        |  |
|  | 5           | S Korda J Thompson             | S Korda J Thompson             | 6           | 5r          |  |  |                  |                            |                            |                       |                    |   |      |            |                    |                    |                       |            |   |     |        |        |        |        |        |  |
|  | Q           | Í Cervantes O Roca Batalla     | Í Cervantes O Roca Batalla     | 3           | 3           |  |  | Q                | Í Cervantes O Roca Batalla | Í Cervantes O Roca Batalla | 64                    | 3                  |   |      |            |                    |                    |                       |            |   |     |        |        |        |        |        |  |
|  | Alt         | P Nouza P Rikl                 | 6                              | 5           | [3]         |  |  | WC               | P Martínez J Munar         | P Martínez J Munar         | 7                     | 6                  |   |      |            |                    |                    |                       |            |   |     |        |        |        |        |        |  |
|  | WC          | P Martínez J Munar             | 1                              | 7           | [10]        |  |  |                  |                            |                            |                       |                    |   |      | WC         | P Martínez J Munar | P Martínez J Munar | 3                     | 1          |   |     |        |        |        |        |        |  |
|  | 4           | M González A Molteni           | M González A Molteni           | 3           | 3           |  |  |                  |                            |                            | S Arends L Johnson    | S Arends L Johnson | 6 | 6    |            |                    |                    |                       |            |   |     |        |        |        |        |        |  |
|  |             | S Arends L Johnson             | S Arends L Johnson             | 6           | 6           |  |  |                  | S Arends L Johnson         | S Arends L Johnson         | 6                     | 6                  |   |      |            |                    |                    |                       |            |   |     |        |        |        |        |        |  |
|  |             | A Behar J Vliegen              | A Behar J Vliegen              | 6           | 6           |  |  |                  | A Behar J Vliegen          | A Behar J Vliegen          | 4                     | 2                  |   |      |            |                    |                    |                       |            |   |     |        |        |        |        |        |  |
|  |             | S Báez S González              | S Báez S González              | 3           | 2           |  |  |                  |                            |                            |                       |                    |   |      |            | S Arends L Johnson | 6                  | 61                    | [10]       |   |     |        |        |        |        |        |  |
|  |             | G Mpetshi Perricard A Olivetti | G Mpetshi Perricard A Olivetti | 64          | 2           |  |  |                  |                            |                            |                       |                    |   |      |            |                    |                    | J Salisbury N Skupski | 3          | 7 | [6] |        |        |        |        |        |  |
|  |             | A Erler C Frantzen             | A Erler C Frantzen             | 7           | 6           |  |  |                  | A Erler C Frantzen         | A Erler C Frantzen         | 6                     | 6                  |   |      |            |                    |                    |                       |            |   |     |        |        |        |        |        |  |
|  |             | H Nys J Peers                  | H Nys J Peers                  | 7           | 6           |  |  |                  | H Nys J Peers              | H Nys J Peers              | 3                     | 4                  |   |      |            |                    |                    |                       |            |   |     |        |        |        |        |        |  |
|  | 3           | J Cash L Glasspool             | J Cash L Glasspool             | 5           | 4           |  |  |                  |                            |                            |                       |                    |   |      |            | A Erler C Frantzen | 7                  | 2                     | [4]        |   |     |        |        |        |        |        |  |
|  |             | M Arnaldi TM Etcheverry        | 4                              | 7           | [5]         |  |  |                  |                            |                            | J Salisbury N Skupski | 5                  | 6 | [10] |            |                    |                    |                       |            |   |     |        |        |        |        |        |  |
|  |             | J Salisbury N Skupski          | 6                              | 68          | [10]        |  |  |                  | J Salisbury N Skupski      | J Salisbury N Skupski      | 6                     | 6                  |   |      |            |                    |                    |                       |            |   |     |        |        |        |        |        |  |
|  | Alt         | A Jecan D Pichler              | 6                              | 4           | [7]         |  |  | 2                | N Mektić M Venus           | N Mektić M Venus           | 3                     | 4                  |   |      |            |                    |                    |                       |            |   |     |        |        |        |        |        |  |
|  | 2           | N Mektić M Venus               | 3                              | 6           | [10]        |  |  |                  |                            |                            |                       |                    |   |      |            |                    |                    |                       |            |   |     |        |        |        |        |        |  |

## Qualificazioni

### Teste di serie
1. Petr Nouza /  Patrik Rikl (ammessi al tabellone principale)

1. Robert Cash /  JJ Tracy (ultimo turno)

### Qualificati
1. Íñigo Cervantes /  Oriol Roca Batalla

### Tabellone
|  | Ultimp turno |                                    |     |  |
|  |              |                                    |     |  |
|  | WC           | Íñigo Cervantes Oriol Roca Batalla | w/o |  |
|  | 2/Alt        | Robert Cash JJ Tracy               |     |  |